# Těrlicko
Těrlicko település Csehországban, a Karvinái járásban. Těrlicko Soběšovice, Havířov, Třanovice, Žermanice, Dolní Domaslavice, Horní Bludovice, Český Těšín és Albrechtice településekkel határos. Lakosainak száma 4841 fő (2024. január 1.).

## Népesség
A település lakosságának változását az alábbi diagram mutatja:
| Lakosok száma | 2617 | 2595 | 2835 | 3022 | 3714 | 4126 | 4420 | 4517 | 4731 | 4841 |
|               | 1869 | 1890 | 1921 | 1950 | 1980 | 2001 | 2017 | 2019 | 2022 | 2024 |